# 和歌山出会い系サイト強盗殺傷事件
和歌山出会い系サイト強盗殺傷事件（わかやまであいけいサイトごうとうさっしょうじけん）は、2002年7月に起こった強盗殺人・強盗殺人未遂事件である。

## 事件概要

### 犯人たちの出会い
主犯は和歌山県打田町（現在の紀の川市）古和田の会社員・自称国際派モデルの女X（逮捕当時23歳）で、実行犯は和歌山市岩橋の無職の男Y（逮捕当時32歳）である。
女Xは容姿端麗で明朗快活、高等学校在学中の18歳で結婚し、2人の子供がいた。しかし夫が浮気したことから離婚し、子供たちを連れて実家に戻った。Xは多額の借金の返済に追われていて、携帯電話の出会い系サイトで知り合った男性2人に対し、男の声色を使い山口組関係者を名乗るなどして電話をかけて脅迫し「脅迫を止めさせるためには上部団体に金を払わなければならない」などと嘘をついてだまし、1人から多額の金銭を入手し、もう1人には借入がないのに借用書等を書かせてこれを取得するなどしていた。また、Xは子供を保育所に預けることで空いた時間を利用して新たな男性を探すことに奔走した。
また、男YはXと知り合う以前から複数の女性と交際をしており、消費者金融などから借金をしてまで女性に貢ぐ生活を送っていた。そのため、Yの父親は「息子がしょっちゅう女に入れあげて困っている」と周囲に相談していた。
女Xと男Yは2001年8月、携帯電話の出会い系サイトを通じて知り合い、メール交換をしているうちに意気投合したことから、同年9月末頃から直接会って交際し出し、間もなく親密な関係になった。しかし、しばらくしてXがYに別れ話を持ち出したが、Yは結婚を強く望んでいたため、これに応じようとはしなかった。
そこで、XはYを別れる気にさせるため、同年10月ころ以降、Yに対し、Yの元妻になりすまし、「今いてる女と付き合ってたら，その女の命はないぞ。」といった脅迫メールを送ったり、自らは「元妻からおなかを蹴られたりしてAの子供を流産してしまった。」とか「私は腎臓が悪くて半年しか生きられない。」等と嘘をついたところ、Yはそれらを信じ込み、同年11月初めころ，元妻から逃げるつもりで会社を無断欠勤してXと京都に旅行したことなどから同月7日付けで退職に追い込まれる事態となった。
しかし、YはXと別れる気になるどころか、ますますXを守ってやる必要を感じ、Xに対する思いを強くした。一方、Xは、Yに対する恋愛感情はすでに冷めていたが、日ごろから借金の返済資金や小遣い銭に窮していたことから、Yに別れる気がないのであれば、Yに嘘をついて金銭を貢がせようと考え、Yに対し、「実は、私は、山口組五代目組長Zの妾の娘である。」「Yの元妻はヤクザを使って嫌がらせをしている。系列が下の組のヤクザの嫌がらせをやめさせるためには、系列が上の組にYを登録しなければならない。登録料は10万だから用意して。」などと嘘をつき，実父の組への組員としての登録料という口実で金銭をだまし取った。以後、護衛料や組からの脱退料が必要だと次々に嘘をついては金銭を催促したところ、結婚まで約束していたXの話をすっかり信用したYは、Xを守るためにどうしても組に金銭を支払わなければならないと思い込み、Xに言われるまま、消費者金融や友人から借金をしたが6月中旬に自己破産した。これが原因で自動車販売会社から解雇され、車上狙いなどに手を染めていくようになった。

### 事件に向かって
事件当時は、Xにとって、Yはあくまで金を貢がせるための存在でしかなく、実は出会い系を通じて別の大阪府の会社員男性A（当時26歳）と知り合っていた。Xは自らを国際派モデルと称し、Yが貢いだ金でAと豪遊した。Aとの関係は順調に進んでいたが、このAにはBという姉（当時27歳）がいた。Bは心臓が弱い病弱な女性だった。
XはAとBの3人で遊ぶようになる。しかしAと結婚すれば、病弱なBの面倒も見なければならないことに嫌気がさすようになった。そこでXは第三者を装い、電話で自分の気持ちをAに伝えようとした（Xはプライドが高く、自分の気持ちを素直に伝えることができなかった）。
XはAとの交際費用の工面やBに対する疎ましさのため、Yに出会い「Bから5万円を奪われた。殺してでも取り返して」などと嘘をついて、YとAを引き合わせた後、YにBに電話を複数回かけさせた。すると、BがYを気に入ったので会う約束を取り付けた。

### 事件
2002年7月6日、XとY、AとBの4人が会った後、XはAと、YはBと別々にドライブすることになった。
2002年7月7日、Yはドライブの途中でスタンガンを使用してBを失神させ、首を絞めて殺害。殺害後、Bの財布から3万5000円を奪い取り、3万円をXに渡し、Yはガソリン代として5000円を受け取った。その後、Xは「遺体は和歌山市と大阪府岬町の境にある峠に埋めろ」とYに指示した。
しかし、YがXの指示に反してBの遺体を岩出町（現・岩出市）の山中の崖下に投棄したため、Xは「そんなことではばれる」とYを叱責し、Bの遺体を取りに戻るように指示。数日後にXとYはかつらぎ町志賀の山中にBの遺体を運んで灯油をまき、約半日をかけて焼却した。焼却した遺体の一部は和歌山市内に持ち帰り、市内の紀の川河口大橋から川に遺棄した。

### 第2の犯行、逮捕へ
殺害後、XはYに「知り合いが亡くなり香典代がいる」と金銭を要求。そして「金がないなら別れる。人を殺してでも金を奪ってこい」と新たな強盗殺人を指示する。そして7月13日午後9時15分頃、Yは売上金約43万円入りのリュックを奪おうと以前勤めていた自動車販売店を襲い、店長であるC（当時46歳）をサバイバルナイフで刺した。Cは重傷を負ったが、一命は取り留めた。Cに重傷を負わせた後、XはYに県外への逃走を指示した。
Cの証言により、Yは強盗殺人未遂の容疑で和歌山北警察署に逮捕された。共犯としてXも同容疑で逮捕された。その後、和歌山北警察署の追及で余罪が次々と明らかになり、空き巣や車上狙いなど5件の窃盗罪をはじめ、Bに対する強盗殺人と死体損壊・遺棄から銃刀法違反、建造物侵入、そしてXはYに県外への逃走を勧めていたとされる犯人隠避の罪でも起訴されている。

## 刑事裁判

### 第一審・和歌山地裁
2002年12月13日、和歌山地裁（小川育央裁判長）で初公判が開かれ、罪状認否でYは「間違いないです」と述べて起訴事実を全面的に認めたが、XはCに対する強盗殺人未遂事件について殺意を否認した。同日の公判で検察側はXについて「自分の手を汚すつもりはなく、最初からYに被害者を殺害させようと考えていた」と指弾した。
2003年3月12日、Xに対する被告人質問が行われ、Bの殺害を決めた理由として「もし（Aと）結婚しても、ずっとお金を出すような気がした。生活とかで自分がしんどくなると考えた」と述べて金品強取はあくまで2次的な動機と回答した。また、Cに対する強盗殺人未遂事件については「近くに広い道路もあるし、従業員もいるから、最初から実行できるとは思っていなかった」と述べて改めてCに対する殺意を否認した。
2003年5月7日、和歌山地裁（樋口裕晃裁判長）の公判でBの母親とAが証人出廷し、母親はBについて心臓に持病を持っていたため苦労して育児に励んだと振り返った上で「山奥の人気のないところで、どうして無惨な姿になったのか、悲しかった」とBの遺体の発見現場を訪れた際の心境を供述するとともにX、Yに死刑を求めた。また、AもXがBの殺害を指示したことについて「今も、なぜそんなことをしたのか、理解できない」とし「何の関係もない姉を殺すのは理解できない部分が多い。極刑を望んでいる」と述べ、母親と同様にX、Yに死刑を求めた。
2004年1月14日、論告求刑公判が開かれ、検察側は「自己中心的で極めて身勝手な動機。人道に反する所業で、更生の余地はない」としてX、Y両被告人に死刑を求刑した。
2004年2月2日、最終弁論が開かれ、弁護側は「深く反省しており、刑の均衡の見地からも死刑は適当ではない」と情状酌量を求めた上で死刑回避を訴えた。
最終意見陳述でXは「被害者や遺族に本当に恐ろしい思いをさせ、申し訳なく思う」と謝罪の言葉を述べた。Yは「あとどれくらいか分からないが生きている間、深く反省したい」と述べ、一連の裁判は結審した。
2004年3月22日、和歌山地裁（樋口裕晃裁判長）で判決公判が開かれ、X、Y両被告人に無期懲役の判決を言い渡した。
判決ではXについて「直接手を下していないものの、犯行計画を1人で練り、犯行の主導的役割を果たした」と認定。Yについては「単なる手足としてではなく、自ら頭で考え、積極的に行動していた」と認定し、2人の刑事責任は同等と判断した。さらに犯行動機については「極度に身勝手で短絡的かつ危険な発想に基づく犯行で、酌量の余地は認められない」と厳しく非難した。
一方で死者が1人に留まっていることや2人に悔悛の情が見られることなどから「将来にわたり贖罪の日々を送らせるのが相当である」として死刑を適用せず、無期懲役が相当と結論付けた。検察側は死刑回避を不当として、弁護側は被害者が1人であることから量刑不当としてそれぞれ控訴した。

### 控訴審・大阪高裁
2005年1月11日、大阪高裁（那須彰裁判長）は「動機は短絡的、残忍な犯行で、死刑選択も考慮に値するが、反省しており、極刑がやむを得ない場合にはあたらない」として検察側・弁護側の控訴を共に棄却した。検察側は「矯正は不可能で死刑が相当」として改めて死刑を求刑したが、裁判長は「二人とも矯正教育で改善、更生できる可能性が全くないとは言えない」として検察側の主張を退けた。Yは上告せず、無期懲役の判決が確定した。

### 上告審・最高裁第二小法廷
2005年12月12日、最高裁第二小法廷（津野修裁判長）はX側の上告を棄却する決定を出したため、Xの無期懲役の判決も確定した。